# Harbarnsen

Pozíció Hildesheim járás térképén

Harbarnsen Lamspringe része, 2016-ig önálló község vol. Lakosainak száma 554 fő (2016. január 1.). Harbarnsen Neuhof, Sehlem és Woltershausen településekkel határos.

## Története
1821-ben felépítették a templomot.
1974-ben a Irmenseul községet beolvasztattak Harbarnsenba.

## Képek

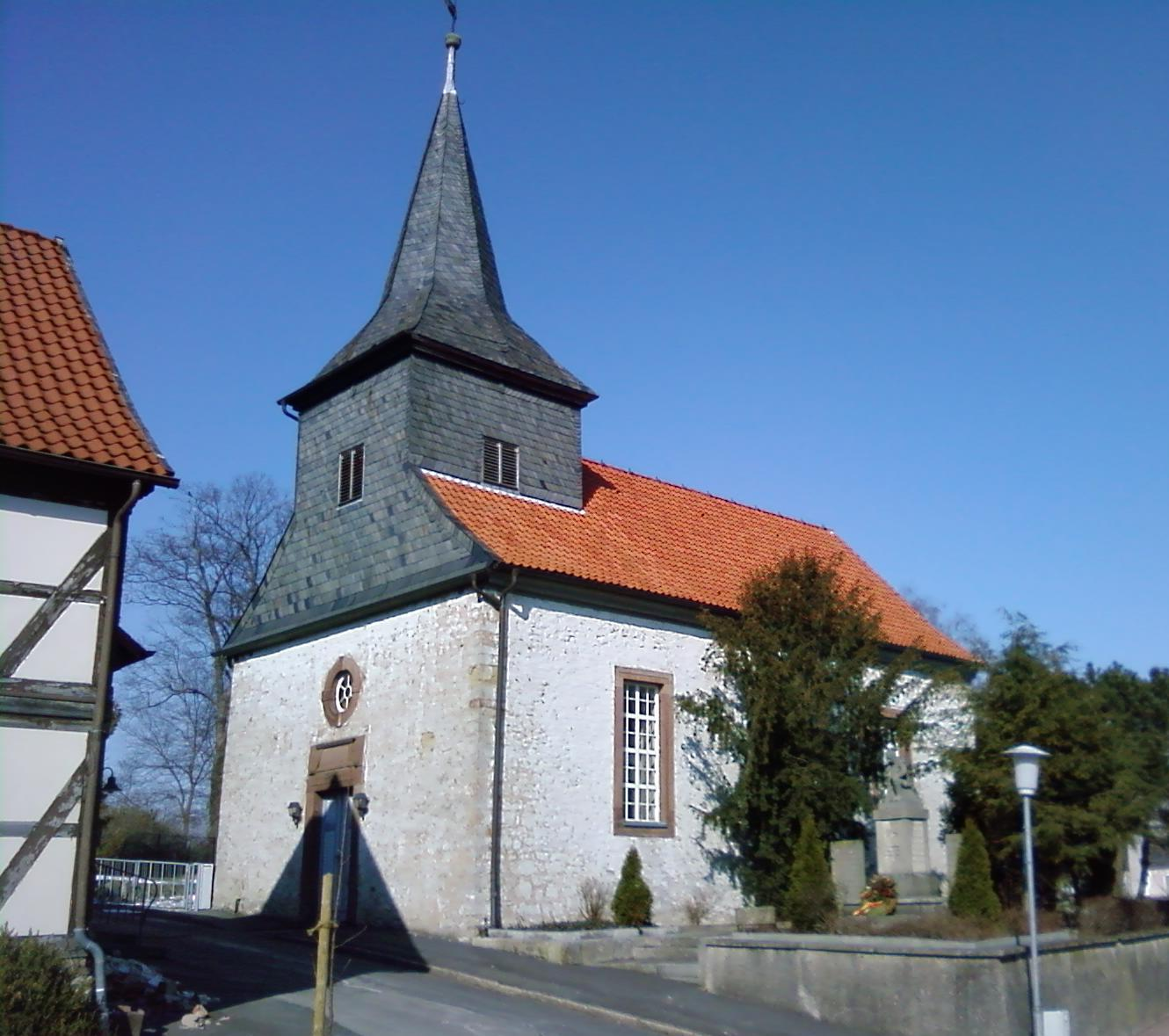
A templom
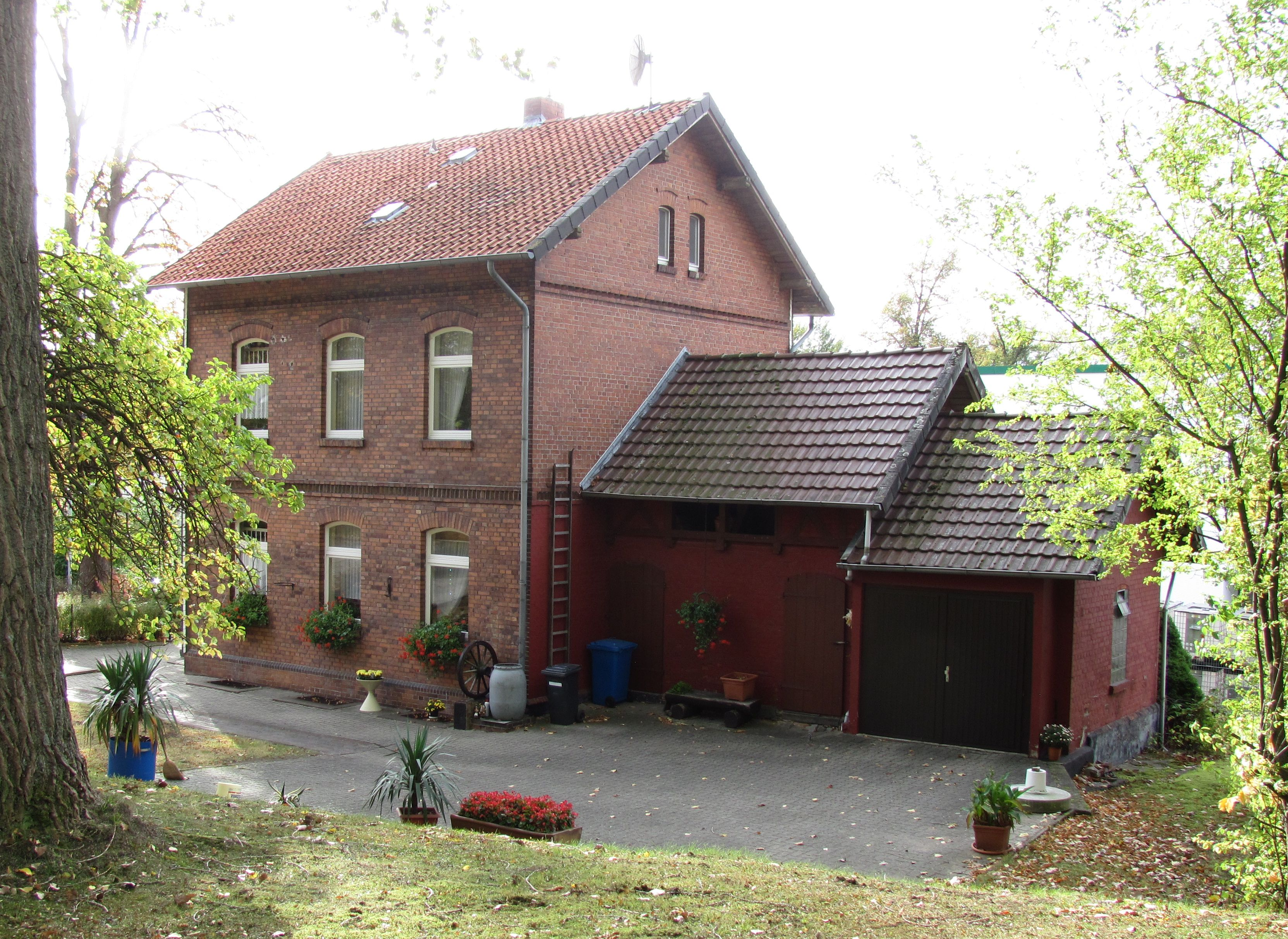
A volt állomás

## Népesség
A település népességének változása:

| 2016 | 554 |